# Eutrichota fuscipes
Eutrichota fuscipes är en tvåvingeart som först beskrevs av Malloch 1920.  Eutrichota fuscipes ingår i släktet Eutrichota och familjen blomsterflugor. Inga underarter finns listade i Catalogue of Life.